# Simon Renard

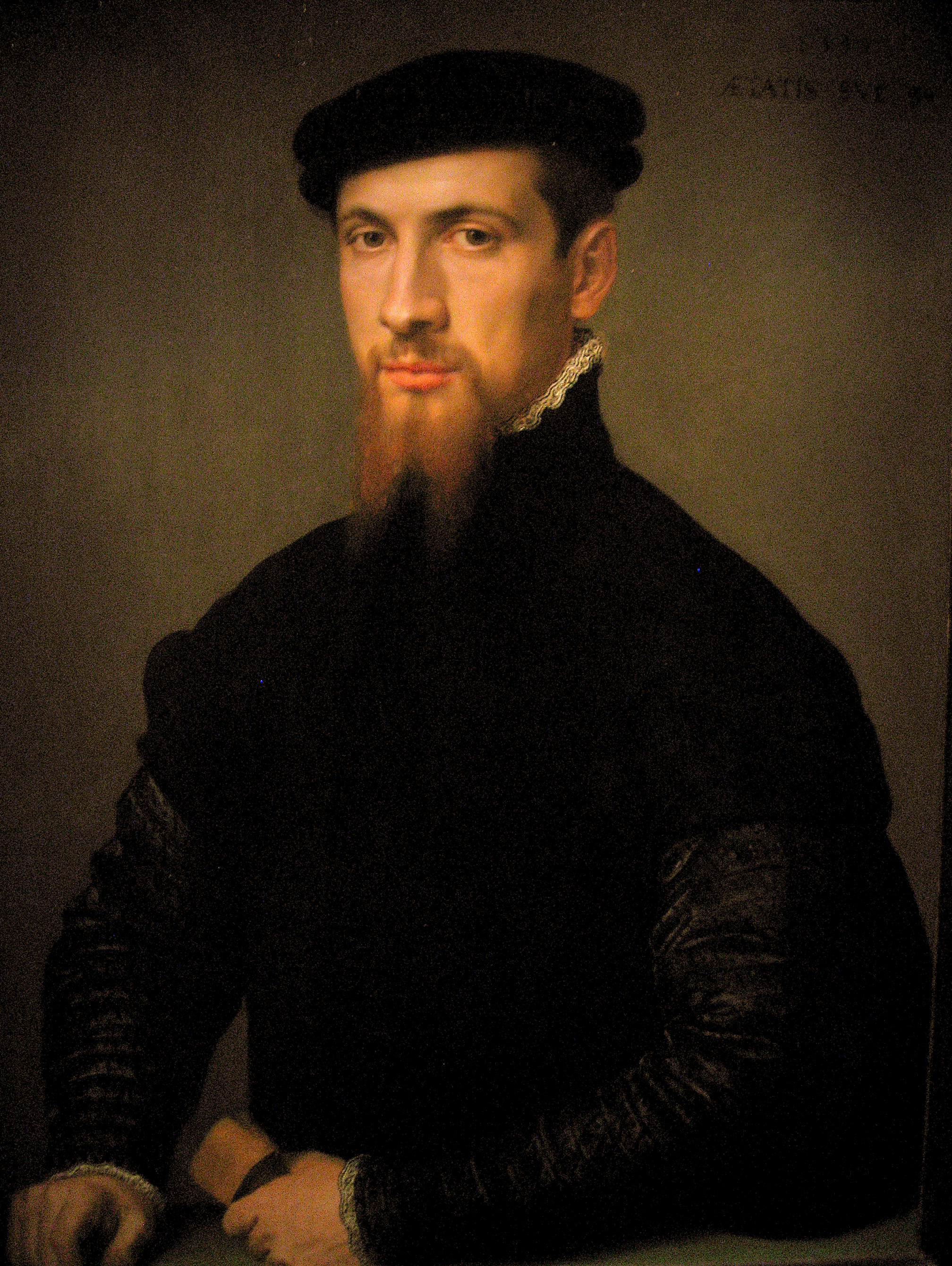
Simon Renard de Bermont

Simon Renard (* etwa 1513 in Vesoul (Franche-Comté); † 8. August 1573 in Madrid) war ein burgundischer Staatsmann, Berater von Kaiser Karl V. sowie Botschafter von Spanien in Frankreich und England. In England diente er zur Zeit der Herrschaft von Königin Maria I. als Diplomat.

## Ausbildung
Simon Renard studierte in  Dôle, dann in Löwen. Als Doktor der Rechte wirkte er in der Funktion des lieutenant général als ranghöchster Vertreter des Königs im Oberamt Vesoul (Bailliage d’Amont), ehe er an den Hof von Kaiser Karl V. berufen wurde.

## Karriere
Als Ritter schlug er sich 1547 auf Seiten des katholischen Kaisers zu Mühlberg an der Elbe erfolgreich mit dem Schmalkaldischen Bund der Protestanten. Im selben Jahr nahm er am "geharnischten Reichstag" von Augsburg teil. Geadelt wurde er jedoch erst 1548 mit dem Titel Bermont. Zuweilen wird er auch mit dem Beinamen de Bourbévelle genannt, was damit in Zusammenhang stehen könnte, dass sein Vater, Thiébaud Renard, schon zu Bourbévelle als Jurist und Verwalter in Diensten des spanischen Edelmannes Philippe de Ghénarraz stand, ehe er 1513 die Verwaltung der Herrschaft Marast übernahm.
Seine Funktion als Rechtsreferent im Staatsrat maître des requêtes war das Sprungbrett in die Diplomatie. Schon 1547 hatte er als Übergangsgouverneur von Mailand Aufgaben im Ausland wahrgenommen. 1548/49 sandte ihn Karl V. an den französischen Königshof, 1553 nach England. Dort arrangierte Simon Renard 1554 die Eheschließung des spanischen Thronfolgers Philipp II. mit Maria I. von England und wird dafür auch nach seiner Rückkehr noch als außerordentlicher Gesandter Ministre plénipotentiaire bezeichnet. Das Ränkespiel im Wettstreit mit den anderen Großmächten ist 1888 durch Alfred Lord Tennyson zum Bühnenstück geworden.
1556 handelt Simon Renard erneut als Botschafter Spaniens in Frankreich zu Vauxolles den Waffenstillstand mit Henry II. (von Frankreich) aus. Nachdem sein ranghöchster Hausbeamter, Etienne Quiclet, als  Spion gestellt wird, zieht Renard nach Brüssel. Doch der eigentliche Karriereknick folgt erst: Als Mitglied des flandrischen Parlaments begibt sich Renard politisch zunehmend auf Seiten der  Opposition. Das tiefe Zerwürfnis mit Kardinal Granvelle, mit dem er in jungen Jahren eng befreundet war, endet mit der Abberufung des Bischofs und Renards Zwangsversetzung nach Madrid, wo er ab 1564 als Conseiller au Conseil Privé direkt Philipp II. berät. Am 8. August 1573 stirbt er in seinem Bett. Kardinal Granvelle, der mit Renards ungeklärtem Tod in Verbindung gebracht wird, bietet der zu dieser Zeit in Brüssel lebenden Witwe, Jeanne Lulier, und deren Kindern finanzielle Hilfe an.

## Familie
Die drei Söhne Renard's, die jüngsten der sieben Kinder, trugen die Namen Friedrich, Philipp und Karl, wobei Philipp II. tatsächlich am 9. Juni 1554 der Pate des Sohnes Philipp war.
Simons Bruder, Louis Renard, Finanzminister von Dole, ist vom dortigen Parlament der Veruntreuung beschuldigt und inhaftiert worden. Ein Schwager der beiden, Françoise Terrier zu Vilersexel, starb, ehe er von seiner Partei zum Parlamentspräsidenten von Dôle gemacht werden konnte. Die Nachfahrenlinie des Simon Renard in Vesoul erlosch im Mannesstamm 1698 mit dem gewaltsamen Tod von Nicolas Renard.

## Wappen
Vor allem in einigen flandrischen Quellen ist das Wappen des Simon Renard falsch angegeben und offensichtlich mit einem erst 1583 geadelten Verwandten zu Dole verwechselt worden. So trug Simon Renard aus Vesoul nicht etwa den burgundischen Löwen auf silbernem Band über einem blauen Schild, sondern auf Blau einen Anker, dessen beide Widerhaken von zwei verschlungenen silbernen Fischen geschluckt werden. Im spitzen Dach ist zudem auf Gold der blaue Reichsadler zu sehen. Die Original Wappenbeschreibung zur Adelserhebung 1548: anobli 1548. Armes: d'azur, à l'ancre accostée de deux dauphins d'argent renversés, mordant les branches de l'ancre et passés en sautoir; au chef enté d'or, à l'aigle impériale d'azur.

## Sonstiges
In Renards Heimatstadt Vesoul trägt ein 1525 errichtetes Hôtel particulier (Stadtpalais) seinen Namen. Es befindet sich unter der Adresse 14, rue Simon Renard (früher: 14, Rue des Boucheries), 70000 Vesoul.